# ریچارد بویل
ریچارد بویل (انگلیسی: Richard Boyle; ۱۱ اکتبر ۱۸۸۸ – ۶ فوریهٔ ۱۹۵۳) از برندگان مدال‌های المپیک تابستانی اهل بریتانیا بود.